# Amphicoecia
Amphicoecia là một chi bướm đêm thuộc phân họ Tortricinae của họ Tortricidae.

## Các loài
- Amphicoecia adamana (Kennel, 1919)
- Amphicoecia phasmatica (Meyrick in Caradja & Meyrick, 1937)